# Bodvallstjärnen, Medelpad
Bodvallstjärnen är en sjö i Sundsvalls kommun i Medelpad och ingår i Ljungan-Gnarpsåns kustområde.